# Region Hanower
Region Hanower (niem. Region Hannover) – związek komunalny (niem. Kommunalverband besonderer Art) w niemieckim kraju związkowym Dolna Saksonia. Siedziba znajduje się w Hanowerze.
Region Hanower został utworzony 1 listopada 2001 r. poprzez scalenie byłego powiatu Hanower i miasta na prawach powiatu Hanower. Miasto Hanower zachowało swój status prawny i część przywilejów typowych dla miast na prawach powiatu, co zostało określone w „Ustawie o samorządzie terytorialnym Dolnej Saksonii”.

## Podział administracyjny
Region Hanower składa się z 17 miast oraz 4 gmin jednostkowych.
| Lp. | Nazwa miasta           | Ludność (31.12.2023) | Powierzchnia km² |
| --- | ---------------------- | -------------------- | ---------------- |
| 1   | Barsinghausen          | 34 955               | 102,81           |
| 2   | Burgdorf               | 31 302               | 112,56           |
| 3   | Burgwedel              | 20 481               | 152,85           |
| 4   | Garbsen                | 61 594               | 79,49            |
| 5   | Gehrden                | 15 329               | 43,24            |
| 6   | Hanower                | 548 186              | 204,30           |
| 7   | Hemmingen              | 18 885               | 31,73            |
| 8   | Laatzen                | 42 560               | 34,16            |
| 9   | Langenhagen            | 55 746               | 71,97            |
| 10  | Lehrte                 | 45 097               | 127,67           |
| 11  | Neustadt am Rübenberge | 45 325               | 358,96           |
| 12  | Pattensen              | 14 678               | 67,13            |
| 13  | Ronnenberg             | 24 505               | 37,89            |
| 14  | Seelze                 | 34 798               | 54,08            |
| 15  | Sehnde                 | 24 167               | 103,58           |
| 16  | Springe                | 29 258               | 160,12           |
| 17  | Wunstorf               | 41 666               | 125,74           |

| Lp. | Nazwa gminy         | Ludność (31.12.2023) | Powierzchnia km² |
| --- | ------------------- | -------------------- | ---------------- |
| 1   | Isernhagen          | 24 459               | 59,85            |
| 2   | Uetze               | 20 392               | 140,85           |
| 3   | Wedemark            | 30 060               | 174,27           |
| 4   | Wennigsen (Deister) | 14 233               | 53,88            |